# 韋秀嫻
韋秀嫻（英語：Wei Xiu Xian；1932年6月?日—），香港女歌手、歌唱老師，出生於上海，1949年隨家人到香港定居，1950年代開始任職歌手灌錄唱片，自1960年代開始教授聲樂，同時兼任電影配音及和音，直到1980年代中停止教學工作，其後移民加拿大，定居多倫多。

## 個人背景
韋秀嫻原籍廣東省中山縣，1932年在上海出生，父親是上海商人韋伯貴；母親是粵劇名伶李雪芳。1949年，韋秀嫻隨家人移居香港，畢業於聖保羅男女中學，自1950年代開始其音樂事業，她在1954年與香港企業家邵蔚明的兒子邵豪晃結婚，其丈夫於1985年離世，遺下她一人，因此她決定移民到有很多親戚朋友的多倫多，以便晚年有人陪伴。

## 音樂事業
韋秀嫻在求學時期曾獲得香港校際音樂節高級獨唱組歌唱比賽冠軍，此後師承趙梅伯學習聲樂，考取英國皇家音樂學院的演唱文憑。當時趙梅伯每年都主辦音樂會，並邀請韋秀嫻演唱外文歌曲、民歌及藝術歌曲。1956年，韋秀嫻在音樂會上被飛利浦唱片公司的主持人李厚襄發掘，邀請她加入唱片公司擔任唱片歌手，並推出其第一張唱片《蓬萊春暖》，及至1959年，韋秀嫻應百代唱片主持人江淑衛的邀請加盟到百代唱片。唱片公司曾經慫恿韋秀嫻在夜總會駐唱，以提高知名度，但韋秀嫻的母親不贊成她到夜總會唱歌，只允許她灌錄唱片及擔任幕後代唱，她曾受聘於多間電影公司擔任幕後配音代唱。1960年代，韋秀嫻開始教授聲樂，曾先後任教於香港音樂學院、海燕藝術學院、麗的電視、亞洲電視藝術班，香港歌手及藝人如黎明、鄭秀文、柳影紅、萬梓良、黃秋生、何家勁等，曾跟她學唱歌。自1980年代中開始，韋秀嫻移民到加拿大，處於半退休狀態，除了跟聲樂家李冰研習練歌，偶爾亦會在公開場合客串義唱。

## 音樂作品
韋秀嫻曾經重新灌錄李香蘭的歌曲，如〈賣糖歌〉、〈戒煙歌〉、〈三年〉、〈恨不相逢未嫁時〉、〈海燕〉等，此外，她亦主唱了百多首歌曲作品，如〈小鳥唱出了黎明〉、〈蓬萊春暖〉、〈吹來荷花陣陣香〉等，在擔任電影幕後代唱時，主唱了歌曲〈一水隔天涯〉，是該首歌的原唱者。
| 首次發行日期 | 專輯名稱       | 類型       | 廠牌       | 備註 | 參考          |
| ------------ | -------------- | ---------- | ---------- | --- | ------------- |
| 1957年       | 蓬萊春暖       | 合輯       | 飛利浦唱片 | |               |
| 1969年       | 民藝精華       | 錄音室專輯 | 百代唱片   | 收錄歌曲包括：天倫歌、紅彩妹妹、綉荷包、南風吹、一年四季百花開、百靈鳥、你這美妙歌手、在銀色的月光下、歌唱春天、滿園春色、喜洋洋、飄零的落花 | [ 11 ] [ 12 ] |
| 1969年       | 碧海青天夜夜心 | 錄音室專輯 | 百代唱片   | | [ 13 ]        |
| 1969年       | 有緣來相會     | 錄音室專輯 | 百代唱片   | 收錄12首歌曲，包括民歌、藝術歌曲、流行曲。                                                                                                   | [ 14 ]        |